# Edgar (opera)
Az Edgar Giacomo Puccini második operája. A librettót Ferdinando Fontana írta. Az ősbemutató a milánói Teatro alla Scalában volt, 1889. április 21 -én.

## A darab
Puccini a komponálást 1886. szeptember 12-én kezdte el. Magánéleti nehézségei és a gyenge minőségű, zavaros librettó miatt lassan készült el a darab. Fontana vadromantikus szövegkönyve sok gondot okozott Puccininek komponálás közben. A librettista Alfred de Musset egyik gyenge művét (Le Coupe et les lèvres – A serleg és az ajak) vette alapul, amelynek hőse önmagát pusztítja. A szereplők neve szimbolikus (Fidelia: „Hűség”, Tigrana: „Nősténytigris”). Puccini a partitúrát végül 1887 szeptemberében fejezte be. A darab eredetileg négyfelvonásos volt, Puccini az ősbemutató után írta át háromfelvonásossá.
Az Edgar, a torz librettó ellenére, drámai hatásokban gazdagabb Puccini előző operájánál a Villiknél. A dallamvonal is fejlettebb, közelebb áll a mester későbbi stílusához. Továbbfejleszti az énekbeszéd stílust: a parlando egy-egy egész jeleneten áthúzódó motívumszövedékre épül.
Puccinit halálakor az Edgar opera egyik részletével, Edgar requiemjével búcsúztatták a zenészek.

## Szerepek

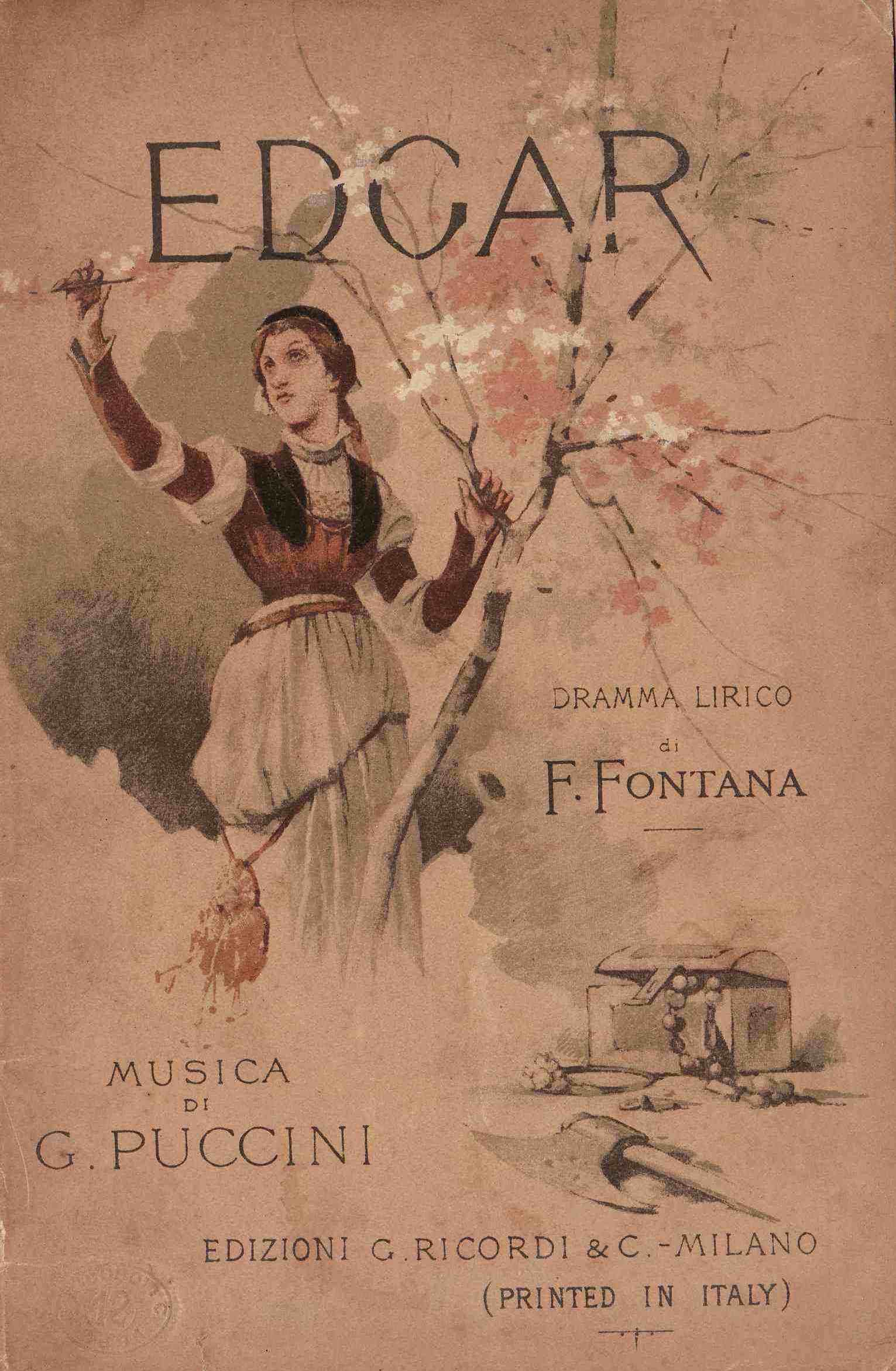
Edgar opera korabeli plakátja

| Szereplő                                                      | Hang típus | Ősbemutató, 1889. április 21 (Karmester: Franco Faccio) |
| ------------------------------------------------------------- | ---------- | ------------------------------------------------------- |
| Edgar                                                         | tenor      | Gregorio Gabrielesco                                    |
| Fidelia                                                       | szoprán    | Aurelia Cattaneo                                        |
| Tigrana                                                       | szoprán    | Romilda Pantaleoni                                      |
| Frank                                                         | bariton    | Antonio Magini-Coletti                                  |
| Gualtiero, Fidelia és Frank apja                              | basszus    | Pio Marini                                              |
| Parasztok, katonák, udvaroncok, szerzetesek, gyerekek - kórus |            |                                                         |

## Cselekmény (második verzió)
Helyszín: Egy flandriai mezőváros
Idő: 1302

### I. felvonás
Helyszín: egy flandriai mezőváros főtere.
Balra kocsma található, jobbra egy templom, a háttérben pedig Edgarék háza. Hajnal van, Edgar egy kocsmaasztal fölé hajolva alszik. A zene a reggeli hangulatot igyekszik felidézni. Megjelenik a színen Fidélia, egy kosár virággal a kezében és ébresztgetni próbálja Edgart. Edgar és Fidélia duettet énekel, majd lassan a kórus is bekapcsolódik a dalba. A békés duettet Tigrana megjelenése zavarja meg, a zene drámai erejűvé válik. Tigrana kigúnyolja a szerelmet és a testi szerelmet kínálja helyébe. Edgar igyekszik ellenállni, időnként a „démon hallgass” kiáltással szakítja félbe Tigranát, végül azonban bemenekül a házába. A zene is az ellentétet igyekszik visszaadni: az orgona tempós búgását egyházi zene szólamok váltják, miközben Tigrana csábítóan énekel.
Fidelia bátyja, Frank színrelépésével ér véget Tigrana áriája. Frank vallatja Tigranát, hol töltötte az éjszakát. Tigrana válasz helyett kigúnyolja Frank szerelmét és hosszas éneklésbe kezd. Közben templomi zene csendül fel a háttérből, Tigrana azonban tovább folytatja vad dalát. A színpad egyik oldalán Tigrana énekel, a másik oldalon a tömeg. Az ének fokozódásával a feldühödött tömeg meg akarja kövezni a kurtizánt. Ekkor előront apja házából Edgar és védelmébe veszi Tigranát, majd megátkozza a világot és felgyújtja apja házát. Mikor távozni készülnek útjukat elállja Frank és párbajozni kezd Edgarral. Mindeközben a nagy zűrzavart utánozva a kórus énekel, mindaddig amíg Edgar le nem sújtja Frankot, ekkor a kórus vad „orror-terror” kiáltások közepette, Tigranával együtt kivonul a színről.

### II. felvonás
Helyszín: egy pompás palota holdvilágos terasza
A teraszon Edgar a régi bűntelen élete és Fidélia után vágyódik. Megjelenik Tigrana aki megpróbálja visszacsábítani Edgart, aki  a „hallgass démon!” felkiáltással szakítja többször is félbe.
Dobszó hallatszik, és katonák kíséretében felbukkan Frank, aki megkísérli Edgar jó útra terelni. Edgar örömmel távozik Frankkal és a katonákkal. Tigrana bosszút esküszik, mert Edgar elhagyta őt.

### III. felvonás
Helyszín: ravatalozó
Edgar, halottnak tettetve magát, ravatalon az ő koporsója mellett, szerzetes álcában ólálkodik. Fidélia siratja a halottnak hitt Edgart és Frank dicsőségét zengi. Mindeközben az álruhás Edgar saját magát szidalmazza hangosan, olyan hatásosan, hogy a tömeg ráront a koporsóra, hogy felborítsa. Megjelenik a színen Tigrana, aki szívtépően siratni kezdi a halottnak hitt férfit. Edgar sértegetni kezdi, majd pénzt ajánl fel neki, hogy mondjon rosszat a halottról. Ekkor a kurtizán a nép fele fordulva kijelenti, hogy a gyászolt férfiú eladta a hazáját. A nép nagyon feldühödik és felborítja a koporsót, amiből kiesik az üres páncél. Edgar leleplezi magát és Fidelia karjaiba borul, mire Tigrana felbőszülve leszúrja Fidéliát. A tömeg „orror” kiáltása között legördül a függöny.

## Ismertebb áriák
- "O fior del giorno" - Fidelia, I. felvonás
- "Già il mandorlo vicino" - Fidelia, I. felvonás
- "Questo amor, vergogna mia" - Frank, I. felvonás
- "Tu il cuor mi strazi" - Tigrana, I. felvonás
- "Orgia, chimera dall'occhio vitreo" - Edgar, II. felvonás
- "Addio, mio dolce amor" - Fidelia, III. felvonás
- "Nel villaggio d'Edgar" - Fidelia, III. felvonás
- "Ah! se scuoter della morte" - Tigrana, III. felvonás (első verzió)
- "Un'ora almen" - Fidelia, IV. felvonás (első verzió)